# Synchaeta tamara
Synchaeta tamara är en hjuldjursart som beskrevs av Smirnov 1932. Synchaeta tamara ingår i släktet Synchaeta och familjen Synchaetidae. Inga underarter finns listade i Catalogue of Life.